# Dagrun
Dagrun eller Dagrunn är ett kvinnonamn av fornnordiskt ursprung. Namnet är bildat av orden dag och run, som betyder hemligt tecken eller hemlig kunskap (jämför med runor). Det äldsta belägget i Sverige är från år 1876.
Den 31 december 2019 fanns det totalt 31 kvinnor folkbokförda i Sverige med namnet Dagrun eller Dagrunn, varav 15 bar det som tilltalsnamn.
Namnet förekommer som Dagrún på Island. Den 1 januari 2008 fanns det 87 kvinnor på Island med namnet.
Namnsdag: saknas (27 september i Norge)

## Personer med namnet Dagrun
- Dagrun Eriksen, norsk politiker